# جورجو آرمانی
جورجو آرمانی (به ایتالیایی: Giorgio Armani) (زاده ۱۱ ژوئیه ۱۹۳۴ در شهر پیاچنزا ایتالیا) طراح لباس سرشناس ایتالیایی است که بیشتر به خاطر طراحی پوشاک مردانه شناخته شده‌است. او شرکت خود، آرمانی را در سال ۱۹۷۴ بنیان گذاشت و در آستانه قرن بیست و یکم به‌عنوان موفق‌ترین طراح از ایتالیا فراتر رفت.
در سال ۲۰۰۰ مجله فوربز، جورجو آرمانی را به عنوان موفق‌ترین طراح دنیا معرفی کرد. در سال ۲۰۰۱ این مجله او را در لیست اعضای جدید مد و در ردیف نوزدهم قرار داد.

## سال های اولیه زندگی
در حالی که در دبیرستان لچه‌و ساینتیفیکو لئوناردو دا وینچی در میلان تحصیل می‌کرد، آرمانی به دنبال حرفه‌ای در پزشکی بود، به ویژه پس از خواندن کتاب «قلعه» نوشتهٔ A. J. Cronin. او در رشتهٔ پزشکی دانشگاه میلان ثبت‌نام کرد، اما در سال ۱۹۵۳، پس از سه سال تحصیل، دانشگاه را ترک کرده و به ارتش پیوست. به دلیل پیشینهٔ تحصیلی‌اش در پزشکی، به بیمارستان نظامی ورونا منصوب شد، جایی که در آنجا به تماشای نمایش‌ها در آمفی‌تئاتر آره‌نا می‌رفت. در نهایت، او تصمیم به جستجوی مسیر شغلی دیگری گرفت.

## زندگی‌نامه
آرمانی پس از فعالیت مختصری در پزشکی و عکاسی، تنها بر حسب اتفاق وارد صنعت مد شد. او پس از خدمت نظام وظیفه، در فروشگاه بزرگ لاریناسکنت در میلان آغاز به‌کار کرد. آرمانی در سال۱۹۶۴ به عنوان طراح در شرکت پوشاک مردانه نینو کروتی هیتمن استخدام شد. او در سال ۱۹۷۴ نخستین مارک لباس مردانه و یک سال بعد اولین مجموعه لباس زنانه‌اش را معرفی کرد.
او پس از آنکه در سال ۱۹۷۵، دیگر تولیدات مربوط به صنعت طراحی لباس با برند «جورجو آرمانی» را عرضه کرد.
اما تا سال ۱۹۸۰ تقریباً در آمریکا ناشناخته بود. در همین سال ریچارد گی‌یر (Richard Gere) در فیلم ژیگولوی آمریکایی (American Gigolo) لباس طراحی شده توسط جورجو آرمانی را پوشید. رفته رفته نگاه‌ها به سمت برند آرمانی جلب شد. آرمانی همچنین تهیهٔ لباس سریال جنایتکاران میامی (Miami Vice) را عهده‌دار شد. در سال ۱۹۸۱ نخستین سری فروشگاه‌های فروش ارزانتر و بازار بزرگ آرمانی شروع به کار کرد. در اواخر دههٔ ۱۹۹۰، آرمانی بیش از ۲۰۰ فروشگاه در سرتاسر جهان و در سال ۲۰۰۰ بخش لوازم آرایشی را راه‌اندازی کرد. امروزه شرکت آرمانی شامل ۲۰۰۰ مرکز فروش جهانی با فروش سالیانه بیشتر از یک میلیارد دلار است. شرکت آرمانی برای تبلیغات خود از افراد بسیار معروف در زمینهٔ هنر و ورزش استفاده می‌کند که از جمله آن‌ها می‌توان به دیوید بکهام، کریستیانو رونالدو از فوتبالیستها و مگان فاکس از بازیگران هالیوود نام برد.
در سال ۲۰۱۰، او اولین هتل خود واقع در برج خلیفه (در دبی) با ۱۶۰ اتاق به طراحی جورجو آرمانی است را افتتاح کرد و انتظار می‌رود که به زودی، یک هتل دیگر در میلان افتتاح کند. 